# Adromischus bicolor
Adromischus bicolor és una espècie de planta suculenta del gènere Adromischus, pertanyent a la família Crassulaceae.

## Taxonomia
Adromischus bicolor Hutchison va ser descrita per Paul Clifford Hutchison i publicada a Cactus and Succulent Journal 29: 15. 1957.